# Чхве Хё Сим
Чхве Хё Сим (кор. 최효심, род. 5 декабря 1993) — северокорейская тяжелоатлетка, серебряный призёр летних Олимпийских игр 2016 года, трёхкратный призёр чемпионатов мира, серебряный призёр летней Универсиады 2013 года, чемпионка Азии среди юниоров, рекордсменка КНДР в категории до 63 кг.

## Биография
Первого крупного успеха на юниорском уровне Чхве добилась в 2011 году, став серебряным призёром юниорского чемпионата мира, уступив лишь действующей чемпионке мира среди взрослых китаянке Чэнь Сяотин. В 2012 году северокорейская тяжелоатлетка стала чемпионкой Азии среди юниоров, подняв в сумме за два упражнения 214 кг. На летней Универсиаде 2013 года в Казани Чхве Хё Сим стала бронзовым призёром в категории до 58 кг, но спустя некоторое время, после дисквалификации Кристины Йовы, Чхве переместилась на второе место.
C 2014 года Чхве стала выступать в более тяжёлой весовой категории. Сильнейшей частью упражнений у Чхве является толчок. Чемпионаты мира 2014 и 2015 годов прошли для северокорейской спортсменки по одному сценарию. После рывка Чхве занимала 8-е место, но высокие результаты в толчке позволяли спортсменке подняться на третье место. В 2016 году на летних Олимпийских играх в Рио-де-Жанейро Чхве уверено выиграла серебряную медаль в соревнованиях в категории до 63 кг, уступив лишь рекордсменке мира китаянке Дэн Вэй. При этом северокорейская спортсменка вновь попала в число призёров благодаря высокому результату во втором упражнении, а поднятый в 3-й попытке вес 143 кг на короткое время стал новым олимпийским рекордом.
На предолимпийском чемпионате мира 2019 года, который проходил в Таиланде, корейская спортсменка завоевала серебряную медаль в весовой категории до 59 кг. Общий вес на штанге 245 кг. В упражнении рывок она стала перовой завоевав малую золотую медаль и установив новый мировой рекорд (107 кг), в толкании завоевала малую серебряную медаль (138 кг).

## Результаты

### Олимпийские игры
| Олимпийские игры    | Категория | Рывок | Толчок | Сумма | Место |
| ------------------- | --------- | ----- | ------ | ----- | ----- |
| Рио-де-Жанейро 2016 | до 63 кг  | 105   | 143    | 248   | 2     |

### Чемпионат мира
| Чемпионат мира | Категория | Рывок | Толчок | Сумма | Место |
| -------------- | --------- | ----- | ------ | ----- | ----- |
| Алма-Ата 2014  | до 63 кг  | 108   | 140    | 248   | 3     |
| Хьюстон 2015   | до 63 кг  | 104   | 139    | 243   | 3     |

### Личные рекорды
| Упражнение | Результат | Дата           | Место проведения |
| ---------- | --------- | -------------- | ---------------- |
| Рывок      | 108 кг    | 4 ноября 2014  | Алма-Ата         |
| Толчок     | 143 кг    | 9 августа 2016 | Рио-де-Жанейро   |
| Сумма      | 248 кг    | 9 августа 2016 | Рио-де-Жанейро   |